# زیوربیگ احمدبیگف
زیوربیگ احمدبیگف (به ترکی آذربایجانی: Zivər bəy Əhmədbəyov) اولین معمار آذربایجانی با تحصیلات عالی می‌باشد.

## زندگی‌نامه
زیوربیگ احمدبیگف در سال ۱۸۷۳ در شهرستان شماخی به دنیا آمد. در سال ۱۹۰۲ از دانشگاه مهندسان عمران سن پترزبورگ فارغ‌التحصیل شد. فی‌مابین سالهای ۱۹۰۲–۱۷ در «ادارهٔ استان باکو» و «ادارهٔ شهر باکو» به‌عنوان معمار اشتغال داشت. پس از تأسیس جمهوری دمکراتیک آذربایجان به‌عنوان معمار کل باکو برگزیده شد. مسجد جامع و مسجد امام در شاماخی، مسجد تازه‌پیر در باکو، مسجد ابوالفضل عباس در گوچی، مسجد مرتضی مخترف در روستای امیرجان باکو، و تعدادی از ساختمان‌های مسکونی و اجتماعی در ولادی‌قفقاز از جملهٔ بناهایی می‌باشند، که بر اساس طرح‌های زیوربیگ ساخته شده‌اند.
مسجدی که، در روستای «امیرجان» باکو بر پایهٔ لایحهٔ وی بنا شده‌است، در فهرست بناهای تاریخی یونسکو به ثبت رسیده‌است.
زیوربیگ طرح‌های خود را با تلفیق از سنت‌های معماری شرق و اروپا ترسیم می‌نمود. ساختمان دانشگاه چشم‌پزشکی و چند بنای دیگری که بر اساس طرح‌های این معمار ساخته شده‌اند، در این راستا بسیار چشم‌نواز و درخشان هستند. وی در سال ۱۹۲۵ در باکو خودکشی کرد.
در ۲۶ می سال ۲۰۱۱م. مجسمه زیوربیگ احمدبیگف و پارکی به نام وی در مقابل ایستگاه متروی «نظامی گنجوی» در شهر باکو با حضور الهام علی‌اف، رئیس جمهوری آذربایجان افتتاح گردید. بنای روبروی پارک بر اساس پروژه زیور بیگ ساخته شده‌است.

## آثار وی در باکو
- مسجد تازه‌پیر (۱۹۰۵–۱۴)
- مدرسه «سعادت» (۱۹۱۲–۱۲)
- بدنه بیمارستان «میکائیلف» (۱۹۱۲–۱۳)
- بیمارستان کودکان (۱۹۱۴–۱۸)
- ساختمان مسکونی (۱۹۱۴–۱۶)
- دانشکده دولتی دستنوشته‌های مسکو (۲۰۱۰)

## نگارخانه

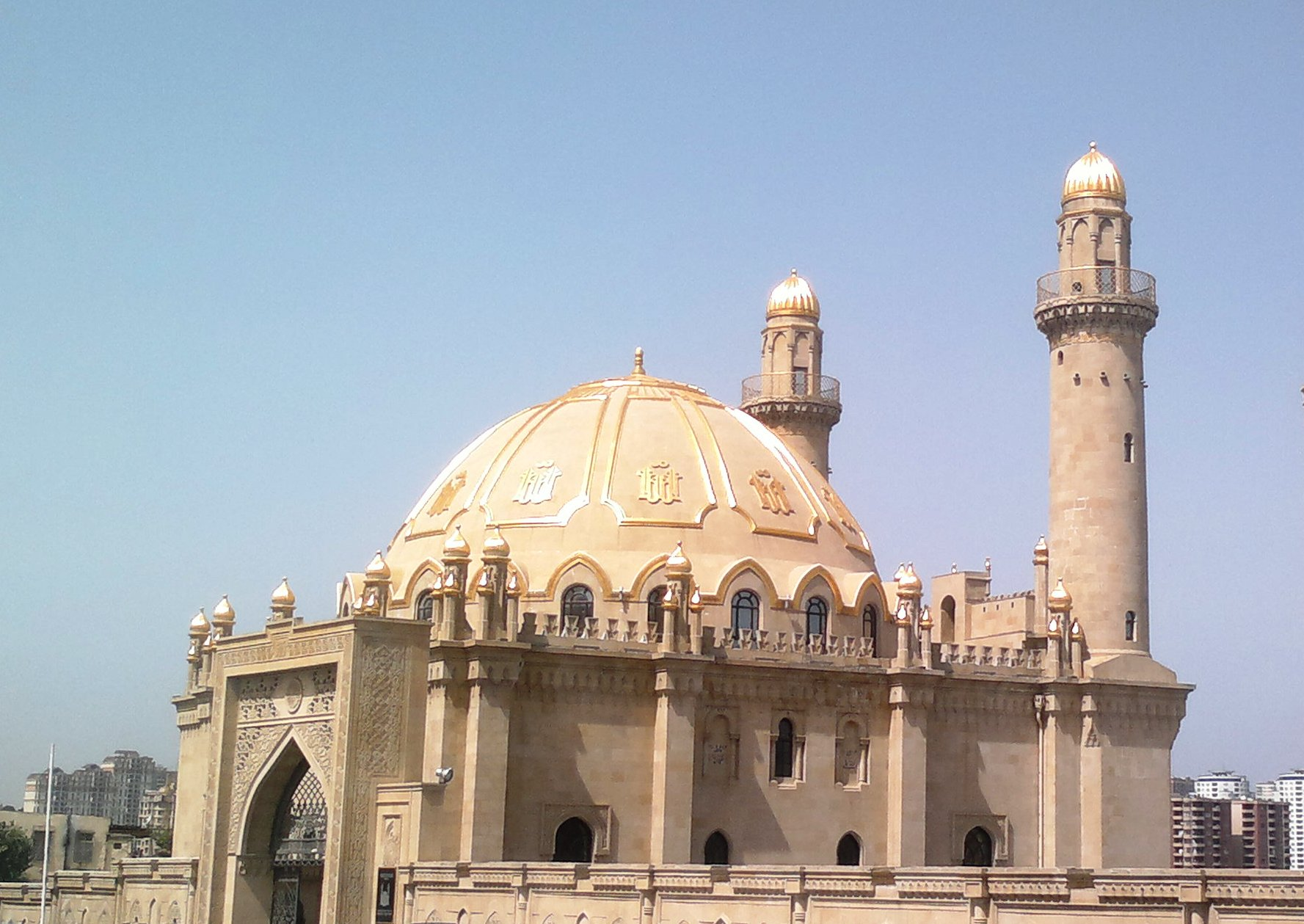
مسجد تازه‌پیر
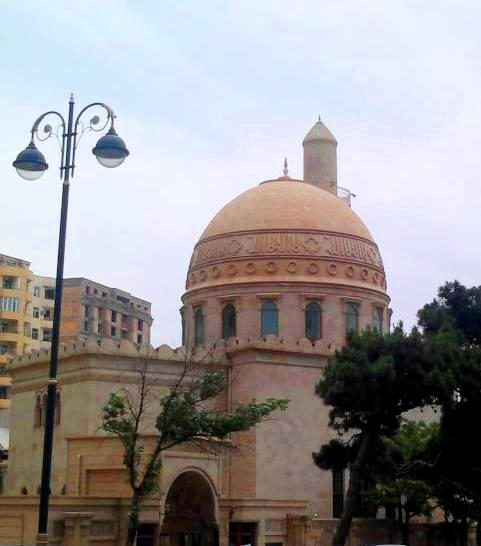
مسجد اژدربیگ
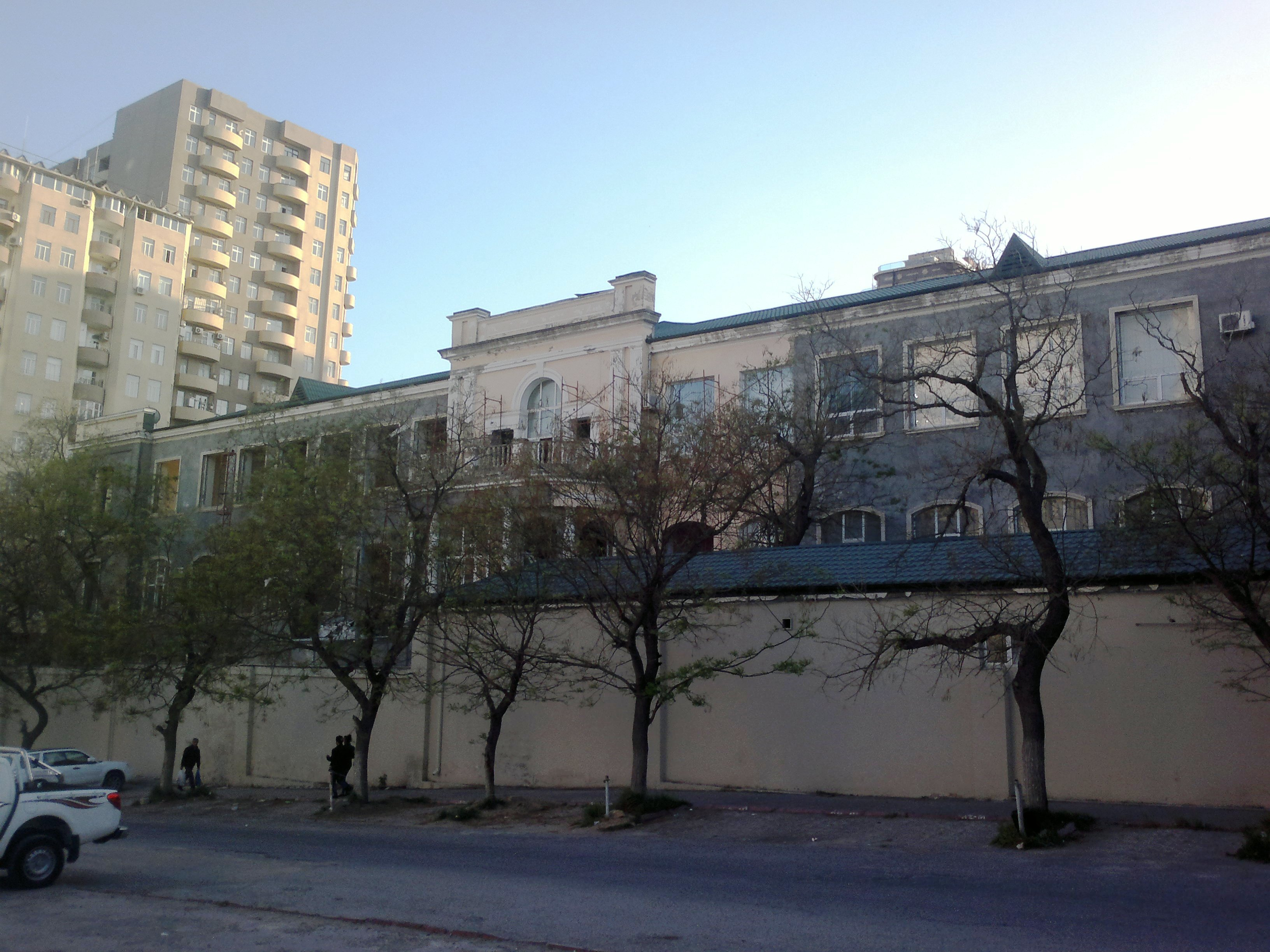
بیمارستان اطفال